# 馬賈羅沃

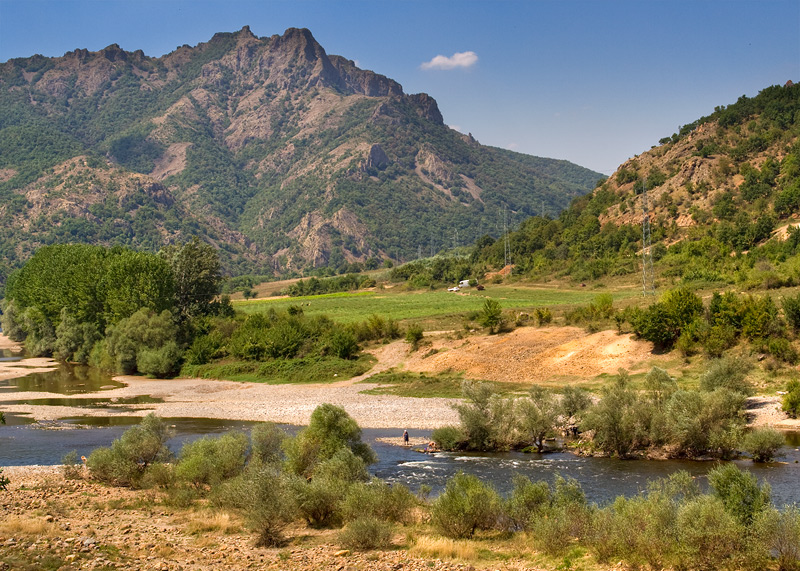

馬賈羅沃是保加利亞的城鎮，位於該國南部，距離首府哈斯科沃60公里，由哈斯科沃州負責管轄，面積20.17平方公里，海拔高度310米，2010年人口675，居民主要信奉東正教。
41°38′N 25°52′E / 41.633°N 25.867°E